# Villa Guerrero, Juan R. Escudero
Villa Guerrero är en ort i Mexiko.   Den ligger i kommunen Juan R. Escudero och delstaten Guerrero, i den södra delen av landet, 260 km söder om huvudstaden Mexico City. Villa Guerrero ligger 239 meter över havet och antalet invånare är 325.
Terrängen runt Villa Guerrero är huvudsakligen kuperad, men åt sydost är den bergig. Runt Villa Guerrero är det ganska glesbefolkat, med 34 invånare per kvadratkilometer. Närmaste större samhälle är Tierra Colorada, 4,1 km nordväst om Villa Guerrero. I omgivningarna runt Villa Guerrero växer huvudsakligen savannskog.